# هانا همپتون
هانا همپتون (انگلیسی: Hannah Hampton؛ زادهٔ ۱۶ نوامبر ۲۰۰۰) بازیکن فوتبال اهل انگلستان است که در پست دروازه‌بان برای باشگاه چلسی در سوپر لیگ زنان انگلستان بازی می‌کند.
وی همچنین در تیم‌های ملی فوتبال زیر ۱۷ سال زنان انگلستان, زیر ۱۹ سال زنان انگلستان، زیر ۲۱ سال زنان انگلستان، و زنان انگلستان بازی کرده است.